# Aubergenville
Aubergenville là một xã thuộc tỉnh Yvelines, trong vùng Île-de-France, dọc theo sông Seine, 41 km về phía tây của Paris và 13 km về phía đông của Mantes-la-Jolie.
Người dân ở đây trong tiếng Pháp gọi là Aubergenvillois.

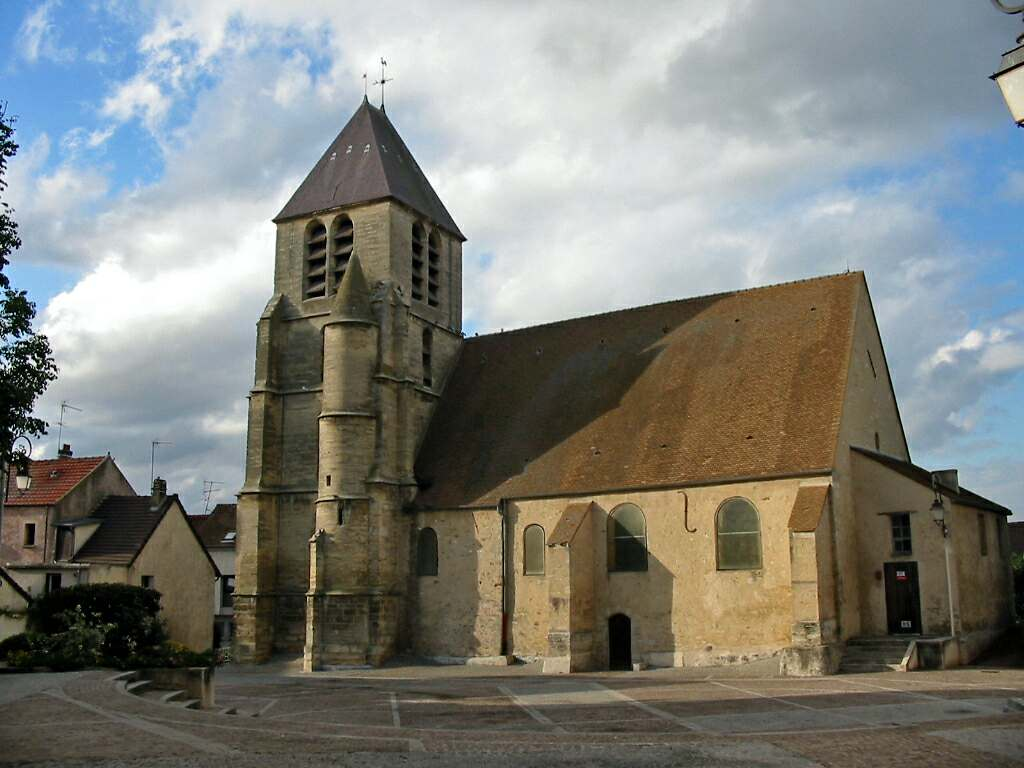
Nhà thờ Saint-Ouen

## Biến động dân số
| 1793 | 1800 | 1806 | 1821 | 1831 | 1836 | 1841 | 1846 | 1851 |
| ---- | ---- | ---- | ---- | ---- | ---- | ---- | ---- | ---- |
| 574  | 655  | 659  | 620  | 571  | 495  | 504  | 545  | 494  |

| 1856 | 1861 | 1866 | 1872 | 1876 | 1881 | 1886 | 1891 | 1896 |
| ---- | ---- | ---- | ---- | ---- | ---- | ---- | ---- | ---- |
| 466  | 450  | 481  | 479  | 483  | 474  | 527  | 523  | 472  |

| 1901 | 1906 | 1911 | 1921 | 1926 | 1931  | 1936  | 1946  | 1954  |
| ---- | ---- | ---- | ---- | ---- | ----- | ----- | ----- | ----- |
| 468  | 488  | 506  | 560  | 840  | 1 118 | 1 089 | 1 102 | 1 942 |

| 1962                                         | 1968  | 1975   | 1982   | 1990   | 1999   | - | - | - |
| -------------------------------------------- | ----- | ------ | ------ | ------ | ------ | - | - | - |
| 2 729                                        | 7 513 | 10 242 | 10 010 | 11 776 | 11 667 | - | - | - |
| Số liệu kể từ 1962 : dân số không tính trùng |       |        |        |        |        |   |   |   |

## Hành chính
| Danh sách các thị trưởng               |           |               |      |         |
| Giai đoạn                              | Giai đoạn | Tên           | Đảng | Tư cách |
| tháng 3 năm 2001                       | 2008      | François Bony |      |         |
| mars 2008                              | 2014      | François Bony |      |         |
| Tất cả các dữ liệu trước đây không rõ. |           |               |      |         |